# كتة بشت العليا (بالا خيابان ليتكوة)
کتة بشت العلیا (بالفارسية: کته‌پشت علیا) هي قرية تقع في إيران في قسم بالا خیابان لیتکوة الريفي. يقدر عدد سكانها بـ 585 نسمة .